# Os epiptericum

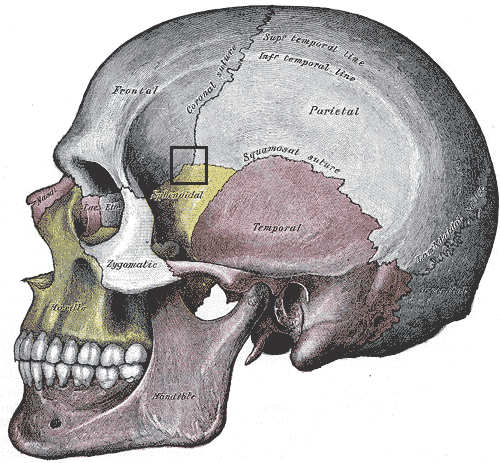
Az emberi koponya oldalról (A fekete négyzet jelöli a rendellenes csont előfordulásának helyét)

Az os epiptericum egy önálló, de rendellenes csont (os) a koponyán (cranium). Az ala major ossis sphenoidalis, a homlokcsont (os frontale), a falcsont (os parietale) és a halántékpikkely (squama temporalis) között fejlődhet ki. Önálló varratok különítik el. Előfordulása ritka.